# Republican National Convention 1920
Die Republican National Convention 1920 war ein Parteitag der Republikanischen Partei, um ihre Kandidaten für die Präsidentschaftswahl in den Vereinigten Staaten 1920 zu bestimmen. Der fand zwischen dem 8. Juni und dem 12. Juni in Chicago statt. Die Delegierten nominierten den Senator für Ohio Warren G. Harding, als Kandidat für die Präsidentschaft und den Gouverneur von Massachusetts Calvin Coolidge, als Kandidat für die Vizepräsidentschaft.

## Organisation

### Verteilung der Delegierten
Auf dem Parteitag waren regulär 760 gewöhnliche Delegierte und 224 sogenannte Delegates at Large vertreten. Die meisten Bundesstaaten sandten 4 Delegates at Large, die den Bundesstaat insgesamt vertraten. Arizona, Delaware, Nevada, New Mexico und Wyoming sandten 6 Delegates at Large, da sie keine Kongresswahlbezirke hatten (ihr Abgeordneter wurde im ganzen Bundesstaat gewählt) und so keine gewöhnlichen Delegierten stellten. Außerdem stellte Illinois 8 und Pennsylvania 12 Delegates at Large. Jeder der Kongresswahlbezirke sandte einen gewöhnlichen Delegierten. Zusätzlich durften die Kongresswahlbezirke, in denen bei der Präsidentschaftswahl oder bei der Wahl zum Repräsentantenhaus 1916 die Republikaner mehr als 7.500 Stimmen erhielten, noch einen weiteren Delegierten entsenden, was auf 330 der insgesamt 430 Wahlbezirke zutraf. Das Alaska-Territorium, der District of Columbia, das Hawaii-Territorium, die Philippinen und Puerto Rico stellten als bundesunmittelbare Gebiete nur 2 Delegates at Large und keine gewöhnlichen Delegierten. Die Delegierten wurden je nach Rechtslage in den einzelnen Bundesstaaten direkt in Vorwahlen gewählt oder durch Parteitage in den Bundesstaaten bzw. Wahlbezirken bestimmt. Am meisten Delegierten hatten insgesamt die Bundesstaaten New York (88), Pennsylvania (76) und Illinois (58).
In einigen Fällen wurde eine reguläre Delegiertenstimme auf mehrere Delegierte verteilt. So schickten einige Bundesstaaten die doppelte Anzahl an den ihnen zustehenden Delegates at Large, die dann jeweils eine halbe Stimme hatten. Illinois schickte 10 statt 8 Delegates at Large, deren Stimme dann jeweils vier Fünftel zählte und Virginia schickte für ihren 9. Kongresswahlbezirk statt einem Delegierten 4 Delegierte mit einer Stimmgewichtung von einem Viertel. Somit waren 763 gewöhnliche Delegierte und 261 Delegates at Large. Für die meisten Delegierten war außerdem noch ein Ersatz-Delegierter anwesend, insgesamt 998.

### Ausschüsse
Für die Convention wurden vier Ausschüsse gebildet: der Wahlprüfungsausschuss (Committee on Credentials), der Organisationsausschuss (Committee on Organisation) der Geschäftsordnungsausschuss (Committee on Rules and Order of Business) und der Beschlussausschuss (Committee on Resolutions). Jeder Bundesstaat und jedes vertretene bundesunmittelbare Gebiet schickte je einen Delegierten in jeden Ausschuss. Nominiert wurden die Ausschussmitglieder von den Delegationen der einzelnen Bundesstaaten und vom gesamten Parteitag bestätigt.

### Ämter
- Vorsitzender – Henry Cabot Lodge
- Sekretär – Lafayette B. Gleason
- Erster stellvertretender Sekretär – Fred H. Wilson
- Stellvertretende Sekretäre – Rochard J. Beamish, Jeanette A. Hyde, William Y. Morgan, Guy P. Ganette, Harry Govanoli
- Sergeant-at-Arms – Edward P. Thayer
- Erster stellvertretender Sergeant-at-Arms – Guy V. Howard
- Zweiter stellvertretender Sergeant-at-Arms – McGinnis Hatfield
- Beauftragte zur Einhaltung der Geschäftsordnung (Parlamentarians) – Lehr Fess, Herman A. Philipps
- Offizieller Berichterstatter – George L. Hart
- Stellvertretende Berichterstatter – Thad E. Ragsdale, J. B. Corbett, Fred A. Carlson, Osso W. Stanley, Harry E. Folk, F. H. Gurtier
- Geistliche (für die morgendlichen Gebete) – Kardinal James Gibbons (Katholische Kirche), Bischof Thomas Nicholson (Bischöfliche Methodistenkirche) Bischof Charles E. Woodcock (Episkopalkirche der Vereinigten Staaten), Pfarrer John Timothy Stone (Presbyterianische Kirche), Pastor Jonston Myers (Immanuel Baptist Church Chicago), Rabbiner Emil G. Hirsch (Judentum), Pfarrer Gardiner Alpheus McWorther (St Chrysotom‘s Protestant Episcopal Church Chicago)
- Schriftführer – Dennis E. Alward, H. H. Bancroft, Fred Davis, James E. Dooley, T. Williamson, Ellis A. Yost, John T. Cushing, Ed. Martin
- Hallensprecher – Will A. Waite, W. Townsend, Carroll B. Merritt[3]

## Verlauf
Am ersten Tag verlas Clarence B. Miller, amtierender Sekretär des Republican National Committee, den formellen Call for the Convention. Anschließend wurden der Vorstand des Parteitags einstimmig auf Vorschlag des Republican Nation Committee gewählt. Henry Cabot Lodge, Mehrheitsführer im Senat, einstimmig zum Vorsitzenden des Parteitags gewählt, der eine offizielle Eröffnungsrede hielt. Außerdem wurden die vier Ausschüsse gebildet, die sich allesamt am gleichen Tag noch trafen.
Am zweiten Tag verkündeten die ersten Ausschüsse ihre Abschlussberichte. Der Wahlprüfungsausschuss unter Vorsitz von Edward Duffield, einem Kurator der Princeton University, empfahl, wer als rechtmäßiger Delegierter der drei Kongressbezirken mit strittigen Wahlergebnissen in den Südstaaten (namentlich 4. Georgia, 5. Missouri und 10. Tennessee) anzusehen ist. Der Organisationsausschuss unter Vorsitz von Edwin P. Morrow, dem Gouverneur von Kentucky, empfahl, dass der temporär gewählte Vorstand des Parteitages dauerhaft fungieren solle. Der Geschäftsordnungsausschuss unter Vorsitz von Paul Howland empfahl die Übernahme der Geschäftsordnung des vorangegangenen Parteitages. Die Empfehlungen wurden einstimmig umgesetzt. Der Beschlussausschuss war noch nicht in der Lage seinen Abschlussbericht zu präsentieren, sodass stattdessen zuerst der ehemalige US-Senator Chauncey Depew, und die Schriftstellerin Margaret Hill McCarter sprachen. Nach einer Stunde und 15 Minuten vertagte sich die National Convention für den nächsten Morgen.

## Republican National Committee
Am dritten Tag wurde das Republican National Committee für die nächsten vier Jahre bis zur Republican National Convention gewählt. Jeder der 48 Bundesstaaten sowie das Alaska-Territorium, Washington D. C., das Hawaii-Territorium, die Philippinen und Puerto Rico entsandten je einen Repräsentanten in das Gremium. Nominiert wurden die Repräsentanten von den Delegationen der jeweiligen Bundesstaaten und vom ganzen Parteitag bestätigt. Die einzige Kampfkandidatur wurde um den Posten des Repräsentanten für Georgia ausgetragen. Henry Lincoln Johnson, ein Black Republican, setzte sich mit 12-3 gegen seinen weißen Konkurrenten Roscoe Pickett durch.
| Bundesstaat    | Vertreter             |
| -------------- | --------------------- |
| Alabama        | Oliver D. Street      |
| Arizona        | Allen B. Jaynes       |
| Arkansas       | H. L. Remmel          |
| California     | William H. Crocker    |
| Colorado       | John F. Vivian        |
| Connecticut    | J. Henry Roraback     |
| Delaware       | T. Coleman du Pont    |
| Florida        | George W. Bean        |
| Georgia        | Henry Lincoln Johnson |
| Idaho          | John W. Hart          |
| Illinois       | Lawrence Y. Sherman   |
| Indiana        | Joseph B. Kealing     |
| Iowa           | John T. Adams         |
| Kansas         | D. W. Mulvane         |
| Kentucky       | A. T. Hert            |
| Louisiana      | Emile Kuntz           |
| Maine          | Guy P. Gannett        |
| Maryland       | William P. Jackson    |
| Massachusetts  | John W. Weeks         |
| Michigan       | Fred M. Warner        |
| Minnesota      | I. A. Caswell         |
| Mississippi    | M. J. Mulvihill       |
| Missouri       | Jacob L. Babler       |
| Montana        | D. H. P. Shelley      |
| Nebraska       | R. P. Howell          |
| Nevada         | George Wingfield      |
| New Hampshire  | Fred W. Estabrook     |
| New Jersey     | Hamilton F. Kean      |
| New Mexico     | H. O. Bursum          |
| New York       | Charles D. Hilles     |
| North Carolina | John M. Morehead      |
| North Dakota   | Gunder Olson          |
| Ohio           | Rudolph K. Hynicks    |
| Oklahoma       | Jake E. Hamon         |
| Oregon         | Ralph E. Williams     |
| Pennsylvania   | Boies Penrose         |
| Rhode Island   | Fred S. Peck          |
| South Carolina | J. W. Tolbert         |
| South Dakota   | Willis C. Cook        |
| Tennessee      | John W. Overall       |
| Texas          | H. F. MacGregor       |
| Utah           | E. Bamburger          |
| Vermont        | Earle S. Kinsley      |
| Virginia       | C. Bascomp Slemp      |
| Washington     | Guy E. Kelly          |
| West Virginia  | V. L. Highland        |
| Wisconsin      | Alfred T. Rogers      |
| Wyoming        | Patrick Sullivan      |

## Präsidentschaftskandidatur

### Vor der Nominierung
Der Literary Digest veröffentlichte vor dem Parteitag eine Umfrage über den von ihnen favorisierten Präsidentschaftskandidaten. Leonard Wood erhielt unter den Republikanern die meisten Stimmen mit 277.486, darauf folgten Hiram Johnson mit 263.087, Herbert Hoover mit 240.468, Frank O. Lowden mit 120.391 und Charles Evan Hughes mit 59.719 Stimmen. Jedoch erklärte Hughes aufgrund des Todes seiner Tochter nicht für eine erneute Nominierung zur Verfügung zu stehen. Wood, dem von Anfang die größten Chancen auf eine Nominierung zugerechnet wurden, erhielt massive finanzielle Unterstützung aus der industriellen Elite. Zu seinen Prominenten Unterstützern zählten George F. Baker, Vincent Astor, T. Coleman du Pont, Horace Havemeyer, John D. Rockefeller Jr., Marshall Field, Andrew Mellon und William Boyce Thompson. Offiziell wurde für seinen Wahlkampf so 1,7 Millionen US-Dollar (inflationsbereinigt 25,3 Millionen US-Dollar) aufgewendet, wobei die inoffiziellen Ausgaben wesentlich höher gewesen sein dürften. Lowden hatte rund 415.000 US-Dollar (inflationsbereinigt 6,2 Millionen) zur Verfügung. Der Großteil des Geldes stammte dabei aus dem Vermögen seiner Ehefrau Florence Lowden, der Tochter des Millionärs George Mortimer Pullman. Kleinere Kandidaten wie zum Beispiel Warren G. Harding sammelten Spenden in Höhe von 100.000 US-Dollar (inflationsbereinigt 1,5 Millionen US-Dollar; die Bestechungsgelder Hamons nicht einberechnet). Leonard Wood, ein Kriegsheld ohne jegliche politische Erfahrung, war zwar der stärkste Kandidat im weiten Kandidatenfeld, aber es regte sich schon Kritik an ihm. Seine ständige Forderung nach dauerhafter militärischer Aufrüstung wirkte unpassend angesichts der kriegsmüden Wählerschaft und der als „Old Guard“ bezeichnete konservativ-wirtschaftsliberale Parteiflügel unter Führung von Henry Cabot Lodge sah Wood als zu unabhängig vom Parteiestablishment an, zumal Wood darauf bestand, die Ämtervergabe erst nach der Nominierung zu regeln und er deshalb keine Versprechungen machte. Als Gegenkandidat der „Old Guard“ trat Frank O. Lowden an. Lowden hatte sich als Gouverneur von Illinois vor allem durch seine Steuersenkungen und den Umgang mit dem sogenannten Chicago Race Riot einen Namen gemacht. Hiram Johnson galt als durchsetzungsstarker progressiver Reformer. In den Vorwahlen konnte er in den westlichen Bundesstaaten beeindruckend viele Stimmen für sich gewinnen, aber nach dem Ersten Weltkrieg wünschte sich die Bevölkerung eher eine Rückkehr zur Normalität der Vorkriegszeit als eine weitere progressive Agenda. Dazu kamen noch einige sogenannte Favorite Sons, Kandidaten, die weniger national Bekanntheit besaßen und vor allem von ihren jeweiligen Heimatbundesstaaten unterstützt wurden. Die Verteilung der Delegierten auf insgesamt drei aussichtsreiche Kandidaten machte von vornherein eine sogenannte Brokered Convention wahrscheinlich, also einen Parteitag, bei dem keiner der Kandidaten eine Mehrheit der Delegierten hinter sich vereinen kann und so ein Kompromisskandidat gefunden werden muss.

#### Vorwahlen
| Datum                               | Bundesstaat    | Wood   | Johnson | Lowden | Harding | Pritchard | Sutherland | Poindexter |
| ----------------------------------- | -------------- | ------ | ------- | ------ | ------- | --------- | ---------- | ---------- |
| 9. März 1920                        | New Hampshire  | 8/8    | 0/8     | 0/8    | 0/8     | 0/8       | 0/8        | 0/8        |
| 16. März 1920                       | North Dakota   | 0/10   | 10/10   | 0/10   | 0/10    | 0/10      | 0/10       | 0/10       |
| 23. März 1920                       | South Dakota   | 10/10  | 0/10    | 0/10   | 0/10    | 0/10      | 0/10       | 0/10       |
| 5. April 1920                       | Michigan       | 0/30   | 30/30   | 0/30   | 0/30    | 0/30      | 0/30       | 0/30       |
| 13. April 1920                      | Illinois       | 14/58  | 3/58    | 41/58  | 0/58    | 0/58      | 0/58       | 0/58       |
| 20. April 1920                      | Nebraska       | 3/16   | 13/16   | 0/16   | 0/16    | 0/16      | 0/16       | 0/16       |
| 23. April 1920                      | Montana        | 0/8    | 8/8     | 0/8    | 0/8     | 0/8       | 0/8        | 0/8        |
| 27. April 1920                      | Ohio           | 9/48   | 0/48    | 0/48   | 39/48   | 0/48      | 0/48       | 0/48       |
| 27. April 1920                      | New Jersey     | 17/28  | 11/28   | 0/28   | 0/28    | 0/28      | 0/28       | 0/28       |
| 3. Mai 1920                         | Maryland       | 16/16  | 0/16    | 0/16   | 0/16    | 0/16      | 0/16       | 0/16       |
| 4. Mai 1920                         | Kalifornien    | 0/26   | 26/26   | 0/26   | 0/26    | 0/26      | 0/26       | 0/26       |
| 18. Mai 1920                        | Vermont        | 8/8    | 0/8     | 0/8    | 0/8     | 0/8       | 0/8        | 0/8        |
| 21. Mai 1920                        | Oregon         | 1/10   | 9/10    | 0/10   | 0/10    | 0/10      | 0/10       | 0/10       |
| 25. Mai 1920                        | West Virginia  | 0/16   | 0/16    | 0/16   | 0/16    | 0/16      | 16/16      | 0/16       |
| 5. Juni 1920                        | North Carolina | 0/22   | 1/22    | 0/22   | 0/22    | 21/22     | 0/22       | 0/22       |
| Keine Vorwahl; bestimmt über Caucus | Washington     | 0/14   | 0/14    | 0/14   | 0/14    | 0/14      | 0/14       | 14/14      |
| Gesamt                              |                | 86/328 | 111/328 | 41/328 | 39/328  | 21/328    | 16/328     | 14/328     |

In der Vorwahl von New Hampshire gewann Wood am 9. März alle 8 Delegierte. Mit diesem Ergebnis war in Woods Heimatbundesstaat gerechnet worden, sodass seine Mitbewerber dort nicht selbst antraten. In North Dakota am 16. März, in Michigan am 5. April und in Kalifornien am 4. Mai sicherte sich Johnson mit 10 (North Dakota), 30 (Michigan), 26 (Kalifornien) und 10 (Oregon) jeweils alle Delegierte. Jedoch sind sämtliche Delegierte nur verpflichtet, im ersten Wahlgang für ihren Kandidaten zu stimmen. Gerade bei den Delegierten von Johnson war es fraglich, inwieweit sie diesem darüber hinaus weiterhin die Unterstützung erweisen würden. Insgesamt sicherten sich in den Vorwahlen, die 1920 in nur 18 Bundesstaaten durchgeführt wurden, Wood 125 Delegierte, Johnson 112 Delegierte, Lowden 72 Delegierte und Harding 39 Delegierte.

### Wahlkampf von Daugherty und Rolle von Jake Hamon
Harry M. Daugherty betrieb einen enormen Aufwand, um Warren G. Harding trotz der schlechten Ausgangslage doch als republikanischen Präsidentschaftskandidaten durchzusetzen. Er brachte einen Stab aus 500 handverlesenen Wahlkämpfern sowie 1500 weitere freiwillige Helfer nach Chicago. Seine Leute empfingen schon am Bahnhof alle Delegierten und versuchten, Treffen mit Harding oder Daugherty zu arrangieren. Sämtliche Hotellobbys der Stadt wurden beschattet. Daughertys Leute kannten das Hotel und die Zimmernummer jedes einzelnen Delegierten. Außerdem waren in die Wahlkampfzentralen aller Gegenkandidaten Harding-Unterstützer eingeschleust worden, um die gegnerische Wahlkampftaktik auszuspionieren. Daugherty brachte sogar einen 75-köpfigen Gesangsverein nach Chicago, der in der Öffentlichkeit Lieder wie „A Great Big Man from a Great Big State“ oder „We‘ll Nominate Harding in the morning“ sangen. Die Wahlkampfzentrale der Harding-Kampagne befand sich im Congress Hotel. Dort sprach Florence Harding häufig mit der Presse. Da bei dieser Präsidentschaftswahl das erste Mal Frauen ebenfalls wählen durften, entschied Daugherty die Frau des Kandidaten in den Vordergrund zu stellen und appellierte Warren G. Harding bloß nicht mit Journalisten zu reden.
Viel bedeutender für den schlussendlichen Sieg von Harding war jedoch Jake Hamon, ein Ölunternehmer aus Oklahoma. Jake Hamon hatte während der Wilson-Regierung vergeblich versucht, Innenminister Franklin K. Lane davon zu überzeugen, weitere Ölbohrungen im Reservat der Osage zuzulassen. Deshalb versuchte er nun finanziell in den Nominierungsprozess einzugreifen, um die Ernennung eines ölfreundlicheren Politikers – am besten von sich selbst – zum Innenminister durchzusetzen. Daugherty erfuhr über einen gemeinsamen Freund, dem Zirkusunternehmer John Ringling, von diesen Bemühungen und ließ Ringling im April 1920 ein Treffen arrangieren. Jake Hamon, der zu dem Zeitpunkt noch Frank O. Lowden unterstützte, versicherte Daugherty Harding zu unterstützen, wenn er dafür selbst zum Innenminister ernannt werden würde, was Daugherty mündlich zusagte. Hamon nahm ein Darlehen in Höhe von einer Million US-Dollar auf, seine Ziele zu erreichen. 25.000 US-Dollar spendete er direkt an Harding und mit 120.000 US-Dollar kaufte er 18 Delegierte aus Oklahoma sowie 30 weitere aus dem Südwesten der USA. Nach Beginn des Parteitags verhandelte er mit John T. King, um die Unterstützung der Pennsylvania-Delegation zu erhalten. King vertrat den kranken Senator Boies Penrose, der mit seiner Parteimaschine die republikanische Partei in Pennsylvania kontrollierte, und stand im ständigen Kontakt mit diesem. Penrose wiederum galt als der mächtigste republikanische Parteiführer und hatte auch gute Verbindungen zum Parteivorsitzenden Willi Hays. Außerdem erkaufte sich Hamon eine Mehrheit der New-York-Delegation. Mit seinen bereits vorher gekauften Delegierten inklusive dieser beiden größten Delegationen hätte er so Wood im nächsten Wahlgang genug Stimmen für die Nominierung bieten können. Deshalb traf sich Hamon hinter Daughertys Rücken am Abend des 11. Juni (nach dem 4. Wahlgang) im Congress Hotel mit Wood und bot ihm an seine Kandidatur zu unterstützen, wenn er dafür den Innenminister sowie den Botschafter in Mexiko – Mexiko war ebenfalls von größtem Interesse für die Ölindustrie – benennen dürfe. Wood lehnte mit Verweis auf sein soldatisches Ehrgefühl ab und jagte ihn aus dem Raum. Nur Minuten später rief Penrose bei Wood an und bat ihm seine Unterstützung an, wenn er drei Kabinettsposten benennen dürfe, was Wood ebenfalls ablehnte. Hamon erfuhr durch King von diesem Anruf, woraufhin Daugherty und Hamon mit Penrose und King gegen Mitternacht ein Abkommen aushandelten. Penrose sollte Harding die Stimmen aus Pennsylvania und King die Stimmen aus seinem eigenen Heimatbundesstaat, Connecticut, beschaffen. Im Gegenzug versprach Daugherty dürfe Penrose drei Kabinettsposten – aber nicht das für Hamon vorgesehene Innenministerium – benennen und Hamon bestach ihn mit 250.000 US-Dollar, während King ein anderes hohes Regierungsamt bekleiden sollte.
In der gleichen Nacht trafen sich die anderen Anführer der Old Guard – unter anderem die Henry Cabot Lodge, Frank B. Brandegee, Charles Curtis und Reed Smoot – zum Dinner und gingen danach in die Suite des Parteivorsitzenden Hays und des Unternehmers George Harvey – anwesend war nur Harvey – im Blackstone Hotel, wo sie bei Zigarren und Brandy über die Nominierung diskutierten. Dieses Treffen im „smoke-filled room“, in dem in der Nacht auf den 12. Juni die Nominierungsfrage entschieden werden würde, hatte Daugherty bereits Monate vorher gesagt. Penrose hatte ein Telegraphenleitung von seinem Krankenbett bis direkt in diese Suite installieren lassen und schlug nun so den tatsächlich anwesenden Parteiführern die Nominierung von Harding vor, worauf man sich einigen konnte. Daraufhin wurde Daugherty in die Suite eingeladen und beauftragt, Harding herbeizuholen. Harvey fragte den überraschten Harding, ob er irgendeinen Grund kenne, nicht Präsident zu werden. Harding hatte zwei uneheliche Beziehungen, wobei er mit der einen Frau ein geheimes uneheliches Kind hatte und die andere ihn später versuchen sollte zu erpressen. Doch Harveys Frage richtete sich eher nach dem Gerücht, dass er afroamerikanische Vorfahren hatte, was Harding verneinte und erklärte, es gebe keinen Grund, wieso er nicht Präsident werden könnte. So wurde Harding am nächsten Wahlgang zum Präsidenten nominiert. Jake Hamon hatte ihm letztendlich die Stimmen von Oklahoma, Kansas, Texas, Arizona, New York, Kentucky, Pennsylvania und Connecticut gekauft.

### Kandidaten
Als erstes schlug Henry J. Allen, der Gouverneur von Kansas, Generalmajor Leonard Wood vor. Allen betonte Woods Hingabe als Soldat, seine Erfolge als Militärgouverneur von Kuba, seine beschwichtigende Rolle in mehreren Streiks und seine Reformen als Generalstabschef der US Army. Wood zeichne sich durch körperliche Stärke, ausgeglichenen Charakter, außenpolitische Weitsicht, nüchterne Betrachtungsweise und gute administrative Fähigkeiten aus. Auf den Vorschlag folgten überschwänglicher Jubel der Wood-Anhänger; der Parteitag konnte erst nach 42 Minuten fortgesetzt werden. Die Nominierung wurde von Frank Knox, dem späteren Marineminister, der im Spanisch-Amerikanischen Krieg unter Wood gedient hatte, und von Corinne Roosevelt Robinson, der Schwester des im Jahr zuvor verstorbenen Theodore Roosevelt, unterstützt.
Als Nächstes schlug der Kongressabgeordnete William A. Rodenberg den Gouverneur von Illinois, Frank O. Lowden, vor. Nach dessen Rede folgte ebenfalls überschwänglicher Jubel und der Parteitag konnte erst nach 46 Minuten fortgesetzt werden. Unterstützt wurde der Vorschlag von dem ehemaligen Kongressabgeordneten Charles E. Pickett, von Fletcher Dobyns, Vorsitzende des Illinois Republican Woman Executive Committee, unterstützt und von Edwin P. Morrow, dem Gouverneur von Kentucky.
Daraufhin schlug Charles S. Wheeler, den Senator für Kalifornien, Hiram Johnson, vor. Der Parteitag konnte erst nach 37 Minuten fortgesetzt werden. Der Kongressabgeordnete Thomas D. Schall, Richard Doherty, Charles P. O‘ Neil und die Sozialreformerin Katherine Philips Edson unterstützten den Vorschlag.
Nachdem diese drei Kandidaten vorgeschlagen waren, die über die größte Unterstützung auf nationaler Ebene verfügten, wurden noch einige Politiker vorgeschlagen, die grundsätzlich erstmal nur über die Unterstützung des eigenen Bundesstaates verfügten, sogenannte Favorite Sons. Der Sprecher des Repräsentantenhauses, Frederick H. Gillett, schlug Calvin Coolidge, den Gouverneur von Massachusetts, vor. Der Vorschlag wurde von Alexandra Carlisle Pfeiffer unterstützt. Der ehemalige Senator Marion Butler schlug den Bundesrichter Jeter Connelly Pritchard vor. Der ehemalige Staatssenator und spätere Finanzminister Ogden Mills schlug Nicholas Murray Butler, den Präsidenten der Columbia University und späteren Friedensnobelpreisträger, vor. Helen Varick Boswell unterstützte die Nominierung. Nathan L. Miller schlug den Unternehmer Herbert Hoover vor. Mary Miller Morrison unterstützte den Vorschlag. Frank B. Willis, der ehemalige Gouverneur von Ohio, nominierte Senator Warren G. Harding. R. B. Creager unterstützte den Vorschlag. J. Hampton Moore, der Bürgermeister von Philadelphia, schlug William Cameron Sproul, den Gouverneur von Pennsylvania, vor. William I. Schaffer, der Attorney General von Pennsylvania, unterstützte den Vorschlag. George H. Walker schlug Senator Miles Poindexter vor. Der Bankier Jules S. Bache unterstützte den Vorschlag. Joseph M. Sanders schlug Senator Howard Sutherland vor. John Marshall unterstützte den Vorschlag. 

#### Angetretene Kandidaten
- Leonard Wood, Generalmajor
- Frank Orren Lowden, Gouverneur von Illinois (seit 1917)
- Hiram Johnson, Senator für Kalifornien (seit 1917), Vizepräsidentschaftskandidat für die Progressive Party 1912
- Calvin Coolidge, Gouverneur von Massachusetts (seit 1919)
- Jeter Connelly Pritchard, Richter an einem Bundesberufungsgericht (seit 1904), Senator für North Carolina (1897–1903)
- Nicholas Murray Butler, Vizepräsidentschaftskandidat 1912, Präsident der Columbia University (seit 1902)
- Herbert Hoover, Unternehmer und ehemaliger Leiter der United States Food Administration (1917–1918)
- Warren G. Harding, Senator für Ohio (seit 1914)
- William Cameron Sproul, Gouverneur von Pennsylvania (seit 1919)
- Miles Poindexter, Senator für Washington (seit 1911)
- Howard Sutherland, Senator für West Virginia (seit 1917)
- Robert M. La Follette, Senator für Wisconsin (seit 1905)

#### Potenzielle Kandidaten
- Charles Evan Hughes, Präsidentschaftskandidat 1916, ehemaliger Verfassungsrichter (1910–1916), ehemaliger Gouverneur von New York (1907–1910)
- Philander C. Knox, Senator für Pennsylvania (1904–1909, seit 1917), ehemaliger Außenminister (1909–1913), ehemaliger Justizminister (1901–1904)
- Henry Justin Allen, Gouverneur von Kansas (seit 1919) (unterstützte stattdessen Wood)
- Henry Cabot Lodge, Senator für Massachusetts (seit 1893) und erster Mehrheitsführer im US-Senat (seit 1919)

### Ergebnisse
| Kandidat    | 1     | 2     | 3     | 4     | 5     | 6     | 7     | 8     | 9     | 10    | 10    |
| ----------- | ----- | ----- | ----- | ----- | ----- | ----- | ----- | ----- | ----- | ----- | ----- |
| Harding     | 65,5  | 59,0  | 58,5  | 61,5  | 78,0  | 89,0  | 105,0 | 133,0 | 374,5 | 644,7 | 692,2 |
| Wood        | 287,5 | 289,5 | 303,0 | 314,5 | 299,0 | 311,5 | 312,0 | 299,0 | 249,0 | 181,5 | 156,0 |
| Lowden      | 211,5 | 259,5 | 282,5 | 289,0 | 303,0 | 311,5 | 311,5 | 307,0 | 121,5 | 28,0  | 11,0  |
| Johnson     | 133,5 | 146,0 | 148,0 | 140,5 | 133,5 | 110,0 | 99,5  | 87,0  | 82,0  | 80,8  | 80,8  |
| Sproul      | 84,0  | 78,5  | 79,5  | 79,5  | 82,5  | 77,0  | 76,0  | 76,0  | 78,0  | 0     | 0     |
| Butler      | 69,5  | 41,0  | 25,0  | 20,0  | 4,0   | 4,0   | 2,0   | 2,0   | 2,0   | 2,0   | 2,0   |
| Coolidge    | 34,0  | 32,0  | 27,0  | 25,0  | 29,0  | 28,0  | 28,0  | 30,0  | 28,0  | 5,0   | 5,0   |
| La Follette | 24,0  | 24,0  | 24,0  | 22,0  | 24,0  | 24,0  | 24,0  | 24,0  | 24,0  | 24,0  | 24,0  |
| Pritchard   | 21,0  | 10,0  | 0     | 0     | 0     | 0     | 0     | 0     | 0     | 0     | 0     |
| Poindexter  | 20,0  | 15,0  | 15,0  | 15,0  | 15,0  | 15,0  | 15,0  | 15,0  | 14,0  | 2,0   | 0     |
| Sutherland  | 17,0  | 15,0  | 9,0   | 3,0   | 1,0   | 0     | 0     | 0     | 0     | 0     | 0     |
| Hoover      | 5,5   | 5,5   | 5,5   | 5,0   | 6,0   | 5,0   | 4,0   | 5,0   | 6,0   | 10,5  | 9,5   |
| Sonstige    | 11,0  | 9,0   | 7,0   | 9,0   | 9,0   | 9,0   | 6,0   | 6,0   | 5,0   | 5,5   | 3,5   |

### Nachwirkungen
Warren G. Harding holte bei der Präsidentschaftswahl einen Erdrutschsieg mit 60,3 Prozent der Stimmen und 404 der 534 Wahlmännerstimmen. Somit erreichte er den größten prozentualen Vorsprung seit Abschaffung des Zensuswahlrecht 1830. Harding ernannte Will H. Hays zum Postminister, seinen Herbert Hoover zum Handelsminister und Charles Evan Hughes zum Außenminister. Nach dem Parteitag kam zufälligerweise ans Licht, dass die Frau von Jake Hamon und Florence Harding Cousinen zweiten Grades sind. Doch Harding hatte seine Frau schon vor zehn Jahren verlassen und lebte mit einer Mätresse, Clara Hamon, zusammen. Deshalb forderte Harding auf Drängen seiner Frau Hamon auf, zuerst seine Ehe zu richten, bevor er Innenminister werden könne. Nachdem Clara Hamon erfahren hatte, dass Jake Hamon die Beziehung beenden will, erschoss sie ihn am 21. November, nur wenige Wochen nach der Wahl. So ernannte Harding stattdessen den befreundeten und der Ölindustrie freundlich gesinnten Senator Albert B. Fall zum Innenminister. Er war später die zentrale Figur in einem der größten Korruptionsskandale der US-Geschichte, dem Teapot-Dome-Skandal und der erste Minister, der wegen im Amt begangener Verbrechen in Haft gekommen ist. Im Rahmen dieses Skandals hatte ihn unter anderem Harry F. Sinclair bestochen, um ein in Regierungsbesitz befindliches Ölfeld pachten zu können, das eigentlich als Ölreserve für die Marine vorgesehen war. Harding dachte darüber nach, Frank O. Lowden zum Finanzminister zu ernennen, aber stattdessen ernannte er ihn Erfüllung seiner Versprechen an Boies Penrose den in Pennsylvania geborenen Andrew Mellon. Harry M. Daugherty wurde Attorney General und blieb einer der engsten Vertrauten von Harding. Er war der Kopf der Ohio Gang, einer Gruppe von Amtsträgern der Regierung Harding, die sich auf illegale Weise persönlich zu bereichern versuchten. Als Attorney General versuchte er, die Skandale bestmöglich zu vertuschen. John T. King wurde die rechte Hand von Thomas W. Miller, der die im Ersten Weltkrieg beschlagnahmten deutschen Vermögenswerte verwaltete. Die beiden nahmen gemeinsam Bestechungsgelder von deutschen Unternehmern an, die versuchten, ihr Vermögen wiederzubekommen. Miller saß deswegen ab 1927 für eineinhalb Jahre auch eine Gefängnisstrafe ab. Insgesamt gilt die Harding-Regierung wegen der zahlreichen Skandale als eine der korruptesten der US-Geschichte. Warren G. Harding verstarb am 2. August 1923 in San Francisco, sodass Vizepräsident Coolidge für den Rest der Amtszeit zum Präsidenten aufrückte.

## Vizepräsidentschaftskandidatur

### Kandidaten
- Calvin Coolidge, Gouverneur von Massachusetts
- Irvine Lenroot, Senator für Wisconsin
- Henry Justin Allen, Gouverneur von Kansas
- Henry W. Anderson
- Asle Gronna, Senator für North Dakota
- Hiram Johnson, Senator für Kalifornien
- Jeter Connelly Pritchard, Richter an einem Bundesberufungsgericht

### Ergebnisse
| Kandidat   | Stimmen |
| ---------- | ------- |
| Coolidge   | 674,5   |
| Lenroot    | 146,5   |
| Allen      | 68,5    |
| Anderson   | 28      |
| Gronna     | 24      |
| Johnson    | 22,5    |
| Pritchard  | 11      |
| Enthaltung | 9       |